# Анетол
Ането́л (п-метоксипропенилбензол, изоэстрагол) C10H12O — ароматический эфир, производное фенилпропена, часто встречающегося в эфирных маслах. Относится к классу фенилпропаноидных органических соединений.

## Свойства

Цис- и транс-анетол

Анетол имеет два изомера (цис- и транс-). Наибольшее значение имеет природный транс-анетол.
Транс-анетол — жидкость, обладающая сладким вкусом и запахом аниса.
- Пороговая концентрация запаха 2,00⋅10−8 г/л

Транс-анетол растворяется в этаноле, диэтиловом эфире, плохо растворяется в воде, пропиленгликоле, глицерине.

## Свойствацис-анетола
Цис-анетол обладает резким неприятным запахом и жгучим вкусом; примерно в 20 раз токсичнее транс-анетола. При нагревании с некоторыми катализаторами превращается в транс-изомер.
Несмотря на столь высокую токсичность (летальная доза сравнима с парацетамолом и поваренной солью) цис-анетол в большом количестве (более 90%) содержится в тайском базилике, который употребляют в пищу в кухне юго-восточной Азии.

## Нахождение в природе
Анетол является компонентом эфирных масел (анисовое, фенхелевое и некоторых других).

## Получение
Транс-анетол выделяют из эфирных масел вакуум-ректификацией с последующим вымораживанием. Синтетические способы получения заключаются в изомеризации метилхавикола п-CH3O-C6H4-CH2CH=CH2 (содержится в сульфатном скипидаре) действием спиртового раствора гидроксида калия; а также из анизола многостадийным синтезом.

## Применение
Транс-анетол используется как душистое вещество для косметических средств, как сырьё для получения анисового альдегида, как исходное вещество в синтезе синэстрола.

## Биологическая активность

### Антимикробные свойства
Анетол обладает мощными антимикробными свойствами против бактерий, дрожжей и грибков. In vitro анетол оказывает антигельминтное действие на яйца и личинки желудочно-кишечной нематоды овец Haemonchus contortus. Анетол также обладает нематоцидной активностью против растительной нематоды Meloidogyne javanica in vitro и в горшках с рассадой огурцов.

### Инсектицидная активность
Некоторые эфирные масла, состоящие в основном из анетола, обладают инсектицидным действием против личинок комаров Ochlerotatus caspius и Aedes aegypti. Аналогичным образом сам анетол эффективен против грибкового комара Lycoriella ingenua (Sciaridae) и плесневого клеща Tyrophagus putrescentiae. Против клещей анетол является немного более эффективным пестицидом, чем ДЭТА, но анисовый альдегид, родственное природное соединение, которое встречается с анетолом во многих эфирных маслах, в 14 раз эффективнее.
Помимо пестицида от насекомых, анетол является эффективным репеллентом против комаров.

### Эстроген и пролактин
Анетол обладает эстрогенной активностью. Было обнаружено, что он значительно увеличивает вес матки у неполовозрелых самок крыс. Было обнаружено, что фенхель, содержащий анетол, оказывает влияние на  лактацию у животных. Анетол имеет структурное сходство с катехоламинами, такими как дофамин, и может вытеснять дофамин из его рецепторов и тем самым растормаживать секрецию пролактина, что, в свою очередь, может быть ответственным за эффекты лактагона.

## Безопасность
В США анетол считается «общепризнанным безопасным» (GRAS). После перерыва из-за соображений безопасности анетол был подтвержден Ассоциацией производителей ароматизаторов и экстрактов (FEMA) как GRAS. В больших количествах анетол слегка токсичен и может действовать как раздражитель.